# Fayçal Elkhatib
Pour les articles homonymes, voir Elkhatib.
 (mai 2021).
Si vous disposez d'ouvrages ou d'articles de référence ou si vous connaissez des sites web de qualité traitant du thème abordé ici, merci de compléter l'article en donnant les références utiles à sa vérifiabilité et en les liant à la section « Notes et références ».
Fayçal Elkhatib, né en 1939 à Tétouan (Maroc), est un avocat et bâtonnier du barreau de Tanger. Il a été député du Parti de l'Istiqlal (PI) dans sa ville natale.

## Carrière
Il a été membre du conseil national du Parti de l’Istiqlal en 1962.
Il obtient sa licence en droit en 1963.
Après avoir été membre du comité central du Parti de l'Istiqlal en 1965, il est député PI de Tétouan de 1977 à 1983, puis président du groupe parlementaire du parti de 1981 à 1983.
Il est membre du Conseil consultatif des droits de l'homme depuis 1990 et membre fondateur de l’Union nationale des étudiants du Maroc et de la ligue marocaine de défense des droits de l'homme.